# Xenophora pallidula
Xenophora pallidula là một loài ốc biển lớn, là động vật thân mềm chân bụng sống ở biển trong họ Xenophoridae, the carrier shells.

## Hình ảnh

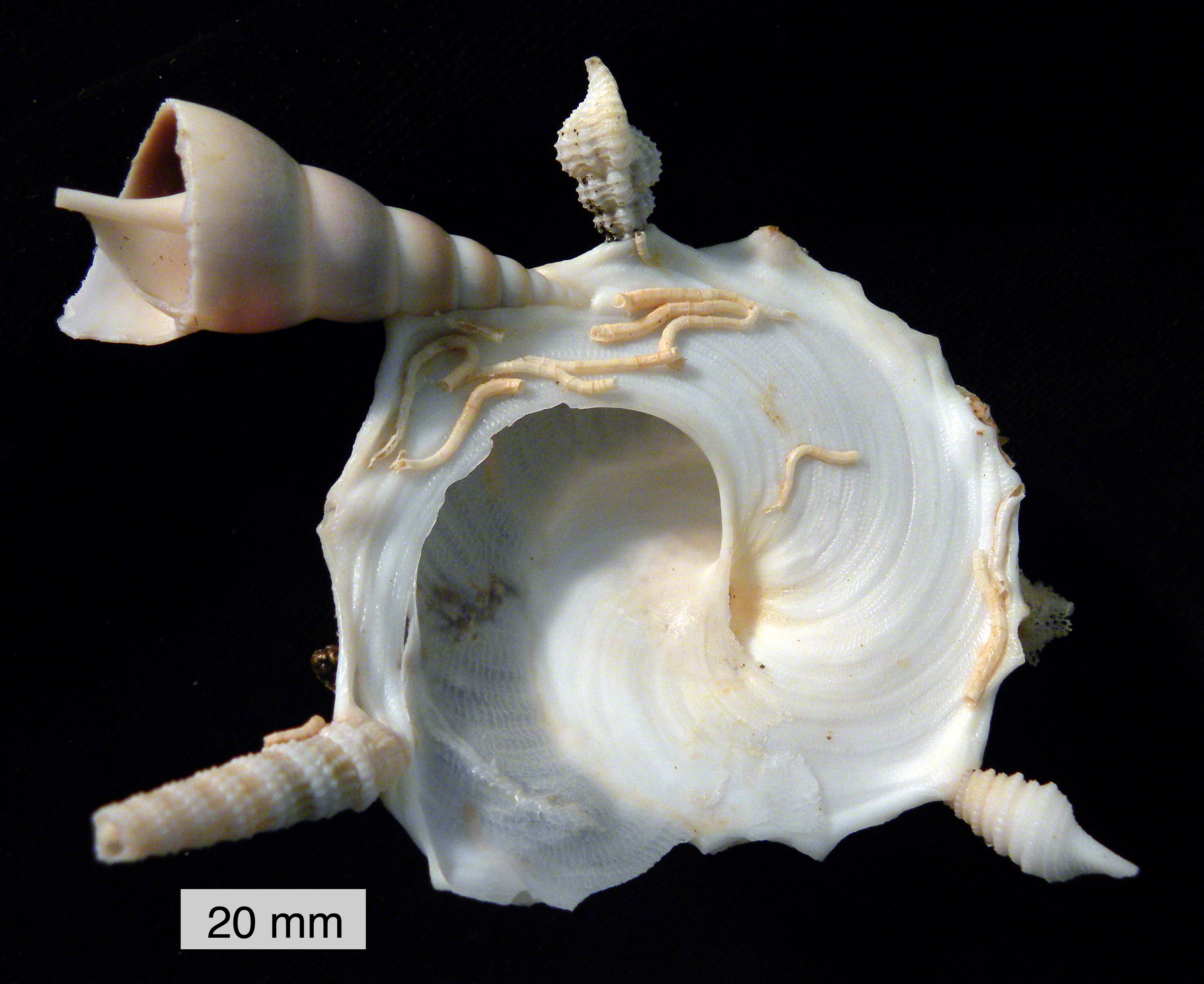
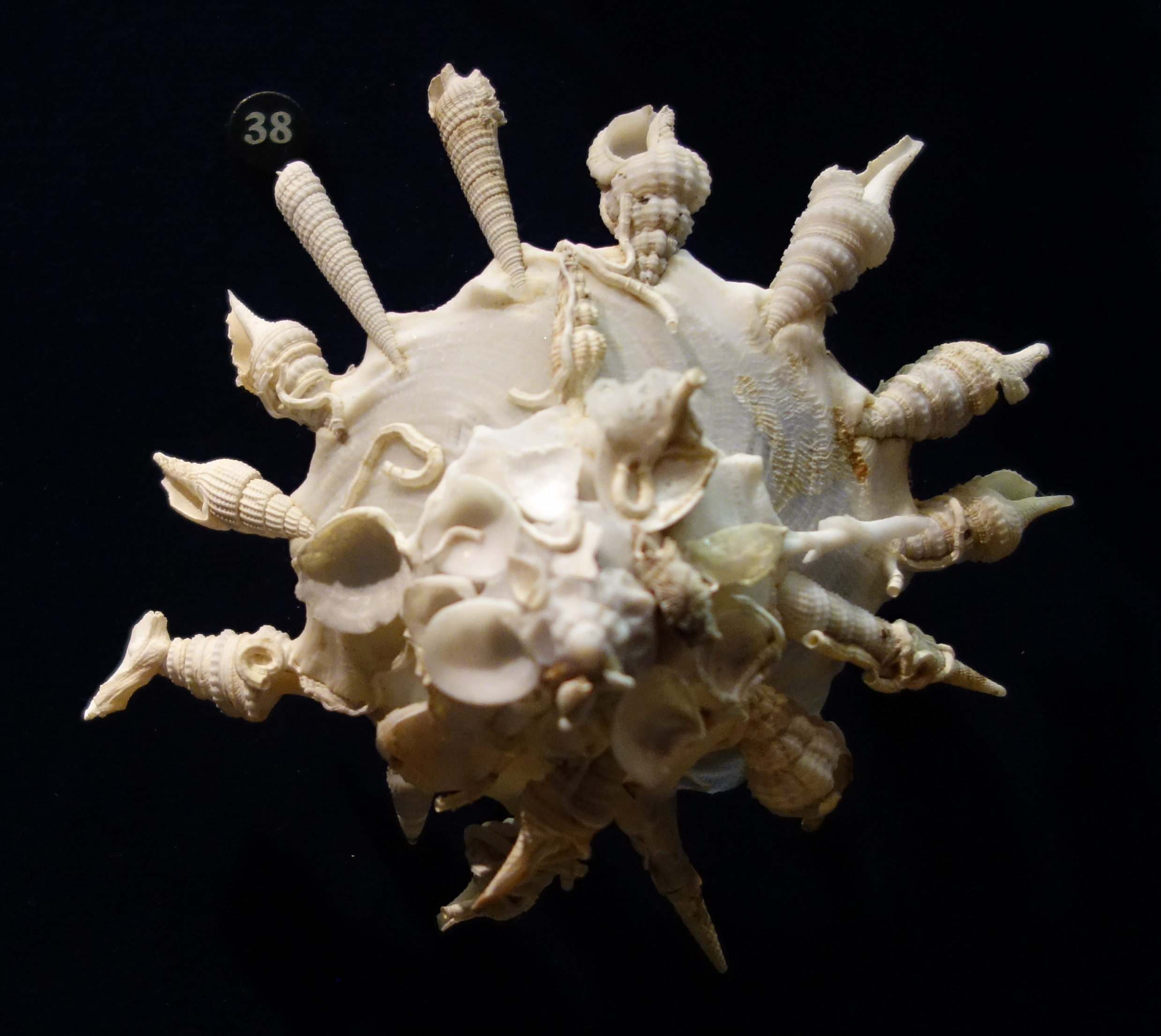

## Phân bố
vùng bể Mascarene